# Oxyopes lineatipes
Oxyopes lineatipes là một loài nhện trong họ Oxyopidae.
Loài này thuộc chi Oxyopes. Oxyopes lineatipes được Carl Ludwig Koch miêu tả năm 1847.